# Rashtrapati Bhavan
Rashtrapati Bhavan (en hindi : राष्ट्रपति भवन, « Palais présidentiel » en français ; prononciation : « rásh-tra-pa-ti bha-van »), situé à l'extrémité ouest du Rajpath à New Delhi, est la résidence officielle du président de l'Inde. Le bâtiment de 340 pièces a été construit de 1912 à 1929 pour le vice-roi des Indes pendant la colonisation britannique, lors du déplacement de la capitale coloniale de Calcutta à New Delhi, en Inde. Il portait ainsi initialement le nom de Viceroy's House ou « Palais du vice-roi » entre 1931 et 1947.
Le nom peut également se référer à l'ensemble du domaine de 130 hectares qui comprend entre autres les immenses jardins présidentiels (les jardins moghols), de grands espaces ouverts, les résidences des gardes du corps et du personnel, les écuries, et autres bureaux et services publics à l'intérieur de ses murs d'enceinte. En superficie, c'est l'une des plus grandes résidences d'un chef d'État dans le monde.
En plus du musée et des jardins qui lui sont attenants, le Rashtrapati Bhavan est ouvert aux visiteurs, sur réservation. Ceux-ci suivent un parcours guidé à travers les pièces majeurs du palais.

## Histoire

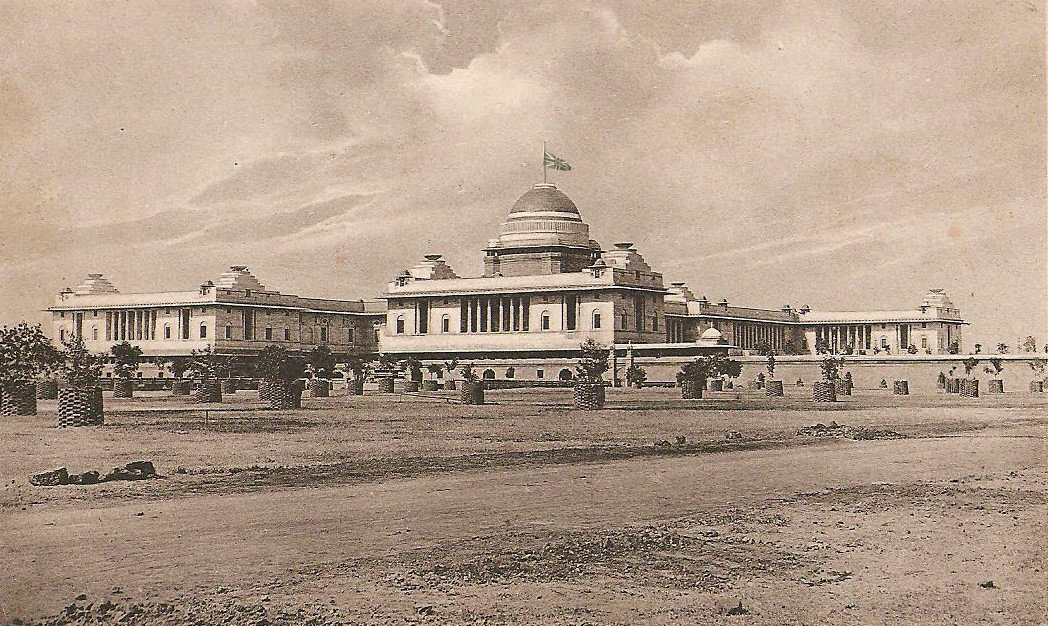
Le palais sur une photo ancienne.

Cette décision de construire une résidence à New Delhi pour le vice-roi britannique a été prise après qu'il a été décidé lors du durbar de Delhi en décembre 1911 que la capitale de l'Inde serait déplacée de Calcutta à Delhi. Lorsque le plan pour une nouvelle ville, New Delhi, adjacente à l'extrémité sud de Old Delhi ou Shâhjahânabad, l'ancienne cité des Moghols, a été développé après le durbar, le nouveau palais pour le vice-roi des Indes eût droit à une taille énorme et une position importante. Environ 1 600 hectares de terres ont été acquises pour commencer la construction de la résidence du vice-roi, comme elle a été officiellement appelée, et le Secretariat Building adjacent entre 1911 et 1916 en relocalisant les villages de Raisina et de Malcha qui existaient là et leurs 300 familles en vertu du Land & Acquisition Act,
L'architecte britannique Edwin Landseer Lutyens, un membre important du processus d'urbanisme, s'est vu confier la responsabilité architecturale principale. Le palais du gouverneur général achevé ressemblait beaucoup aux croquis originaux que Lutyens envoya à Herbert Baker, de Simla, le 14 juin 1912. Le design de Lutyens est d'une grande classe classique, avec des couleurs et des détails inspirés de l'architecture indienne. Lutyens et Baker, qui avaient été affectés à la résidence du vice-roi et au Secretariat Building, commencèrent à travailler amicalement. Baker avait été affecté à travailler sur les deux bâtiments du Secrétariat qui se trouvaient devant la résidence du vice-roi. Le plan initial établissait la résidence du vice-roi au sommet de Raisina Hill, avec les deux bâtiments du Secretariat Building plus bas. Il a ensuite été décidé de le construire à 400 mètres et de placer les deux bâtiments sur le plateau. Alors que Lutyens voulait que la résidence du vice-roi soit plus haute, il a été contraint de le retirer du plan prévu, ce qui a entraîné une dispute avec Baker. Après l'achèvement, Lutyens s'est disputé avec Baker, parce que la vue de la façade du bâtiment était masquée par l'angle élevé de la route.
Lutyens a fait campagne pour sa fixation, mais n'a pas réussi à le faire changer. Lutyens voulait faire un long chemin incliné jusqu'à la résidence du vice-roi avec des murs de soutènement de chaque côté. Bien que cela donnerait une vue du bâtiment plus en arrière, elle traverserait également la place entre les bâtiments du Secretariat Building. Le comité avec Lutyens et Baker établi en janvier 1914 a déclaré que la pente ne devait pas être plus élevée que 1 sur 25, mais elle a finalement été changée en 1 sur 22, une inclinaison plus raide qui rendait plus difficile la vue du palais du vice-roi. Tandis que Lutyens connaissait l'inclinaison, et la possibilité que le palais du vice-roi soit masqué par la route, on pense que Lutyens ne réalisa pas à quel point le devant de la maison serait si peu visible. En 1916, le comité impérial de Delhi rejeta la proposition de Lutyens de modifier la pente. Lutyens pensait que Baker était plus soucieux de gagner de l'argent et de faire plaisir au gouvernement que de faire un bon modèle architectural.
Lutyens a voyagé entre l'Inde et l'Angleterre presque chaque année pendant vingt ans, pour travailler à la construction de la résidence du vice-roi dans les deux pays. Lutyens a réduit la surface du bâtiment de 370 000 m3 à 240 000 m3 en raison des restrictions budgétaires de Lord Hardinge. Alors que celui-ci exigeait que les coûts soient réduits, il voulait néanmoins que l'édifice conserve une certaine grandeur cérémonielle.
Lorsque Chakravarti Rajagopalachari devint le premier gouverneur général de l'Inde d'origine indienne et l'occupant de ce bâtiment, il préféra occuper quelques pièces qui sont maintenant l'aile familiale du président et convertir les appartements du vice-roi en aile des invités, où les chefs d'État en visite en Inde, séjournent.
Le 26 janvier 1950, lorsque Rajendra Prasad devint le premier président de l'Inde et occupa ce bâtiment, il fut rebaptisé Rashtrapati Bhavan - la résidence du président.

## Concepts architecturaux

### Concept

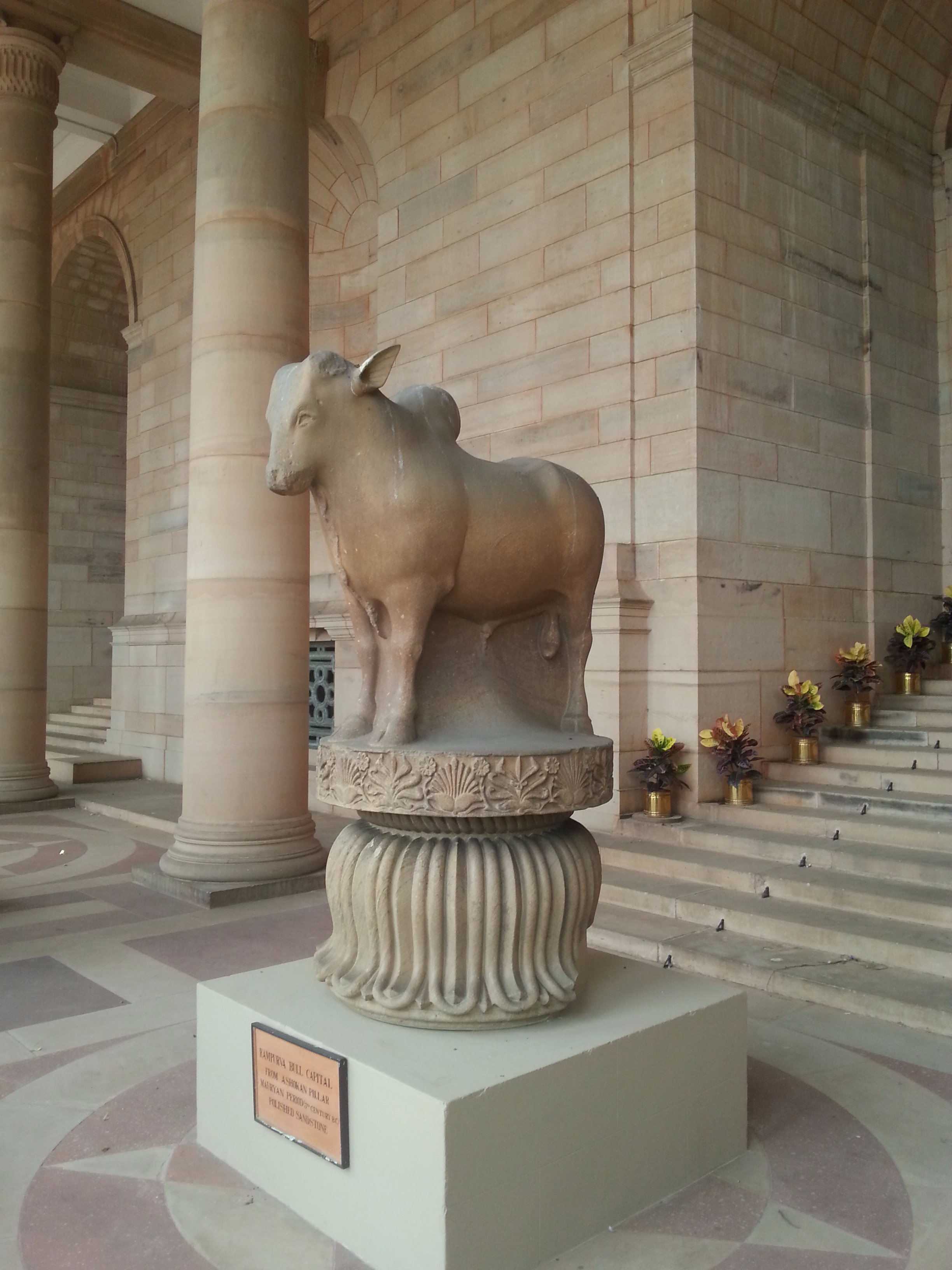
Le taureau de Rampurva, commandité par l'empereur Ashoka aux environs de -260 Il se trouve maintenant au sommet des marches menant au palais présidentiel.

Composé de quatre étages et 340 pièces, d'une superficie de 19 000 m2, il a été construit en utilisant 1 milliard de briques et 85 000 m3 de pierre avec peu d'acier.
La conception du bâtiment est tombée dans la période du baroque édouardien, un moment où l'accent était mis sur l'utilisation de lourds motifs classiques afin de souligner le pouvoir et l'autorité impériale. Le processus de conception de la résidence était long, compliqué et politiquement chargé. Les premiers dessins de Lutyens étaient tous d'un style résolument classique et entièrement européen. Son manque de respect pour la tradition locale de construction qu'il qualifiait de primitive, est évident dans ses nombreux croquis avec des griffonnages annexes tels que "Moghul tosh" (« bêtise moghole ») et sa courte remarque: "they want me to do Hindu – Hindon't I say!" (« Ils veulent que je fasse hindou mais je dis pas non ! »). Dans l'ère après la révolte des Cipayes, cependant, il a été décidé que la sensibilité devait être montrée à l'environnement local afin de mieux intégrer le bâtiment dans son contexte politique, et après beaucoup de débat politique, Lutyens a concédé à incorporer des motifs indo-sarrasins locaux, quoique dans une forme décorative plutôt superficielle sur la peau du bâtiment. Diverses conceptions indiennes ont été ajoutées au bâtiment. Ceux-ci comprenaient plusieurs bassins en pierre circulaires sur le toit du bâtiment, car les caractéristiques de l'eau sont une partie importante de l'architecture indienne. Il y avait aussi une chhajja indienne traditionnelle, qui occupait la place d'une frise dans l'architecture classique; c'était un élément pointu, mince et saillant qui s'étendait sur 2,4 mètres du bâtiment et créait de profondes ombres. Il bloque la lumière du soleil des fenêtres et protège également les fenêtres contre les fortes pluies pendant la saison de la mousson. Il y avait également sur la ligne du toit plusieurs chhatris, qui ont aidé à casser la planéité de la ligne du toit non couverte par le dôme. Lutyens s'est approprié certains modèles indiens, mais les a utilisés avec parcimonie et efficacité dans tout le bâtiment. Il y avait également des statues d'éléphants et des sculptures de fontaines de cobras dans les murs de soutènement, aussi bien que les bas-reliefs autour de la base de la colonne de Jaipur, faite par le sculpteur britannique, Charles Sargeant Jagger. La colonne a une «couronne distinctement particulière sur le dessus, une étoile de verre jaillissant de la fleur de lotus en bronze».
Il y avait des grilles en grès rouge, appelées jalis. Ces jalis ont été inspirés par le modèle Rajasthani. La façade du palais, à l'est, comporte douze colonnes massives inégalement espacées avec les chapiteaux d'ordre de Delhi. Ces chapiteaux consistent en une fusion de feuilles d'acanthe avec les quatre cloches indiennes pendantes. Les cloches sont de style similaire aux temples hindous et bouddhistes indiens, l'idée étant inspirée d'un temple jaïn à Moodabidri au Karnataka. Une cloche se trouve à chaque coin en haut de la colonne. On a dit que les cloches étant silencieuses, la domination britannique en Inde ne se finirait pas. L'avant du bâtiment n'a pas de fenêtres, sauf dans les ailes sur les côtés. Lutyens a établi des ateliers à Delhi et à Lahore pour employer des artisans locaux. L'ingénieur en chef du projet était sir Teja Singh Malik, et quatre entrepreneurs principaux comprenaient Sir Sobha Singh.
Lutyens a ajouté plusieurs petits éléments personnels à la maison, comme une zone dans les murs du jardin et deux fenêtres de ventilation dans les pièces de réception pour ressembler aux lunettes qu'il portait. La Viceregal Lodge (Résidence du Vice-roi) a été achevée en grande partie en 1929 et (avec le reste de New Delhi) inaugurée officiellement en 1931. Fait intéressant, le bâtiment a pris dix-sept ans pour se terminer et dix-huit ans plus tard l'Inde est devenue indépendante. Après l'indépendance de l'Inde en 1947, le gouverneur général, désormais cérémoniel, continua à y vivre, étant remplacé par le président en 1950 lorsque l'Inde devint une république et la maison fut rebaptisée «Rashtrapati Bhavan».
Lutyens a déclaré que le dôme est inspiré par le Panthéon de Rome. Il y a aussi la présence d'éléments architecturaux coloniaux moghols et européens. Dans l'ensemble, la structure est nettement différente des autres symboles coloniaux britanniques contemporains. Il compte 355 chambres décorées et une superficie de 19 000 m2. La structure comprend 700 millions de briques et 85 000 m3 de pierre, avec une utilisation minime d'acier.

## Aménagement
Le plan de disposition du bâtiment est conçu autour d'une place massive avec plusieurs cours et des zones intérieures ouvertes en leur sein. Le plan prévoyait deux ailes; une pour le vice-roi et les résidents et une autre pour les invités. L'aile de résidence est une maison distincte de quatre étages, avec ses propres zones de cour à l'intérieur. Cette aile était si grande que le dernier gouverneur général indien, Chakravarti Rajagopalachari, a choisi de vivre dans la plus petite aile des invités, une tradition suivie par les présidents suivants. L'aile de résidence d'origine est maintenant utilisée principalement pour les réceptions d'État et comme une aile d'invité pour les chefs d'État en visite[réf. nécessaire].

### Salles
Rashtrapati Bhavan a beaucoup de salles qui sont employées pour des fonctions d'état et d'autres buts. Deux d'entre elles, la Durbar Hall (« Salle du Darbâr ») et l'Ashoka Hall (« Salle d'Ashoka »), sont les plus importantes.

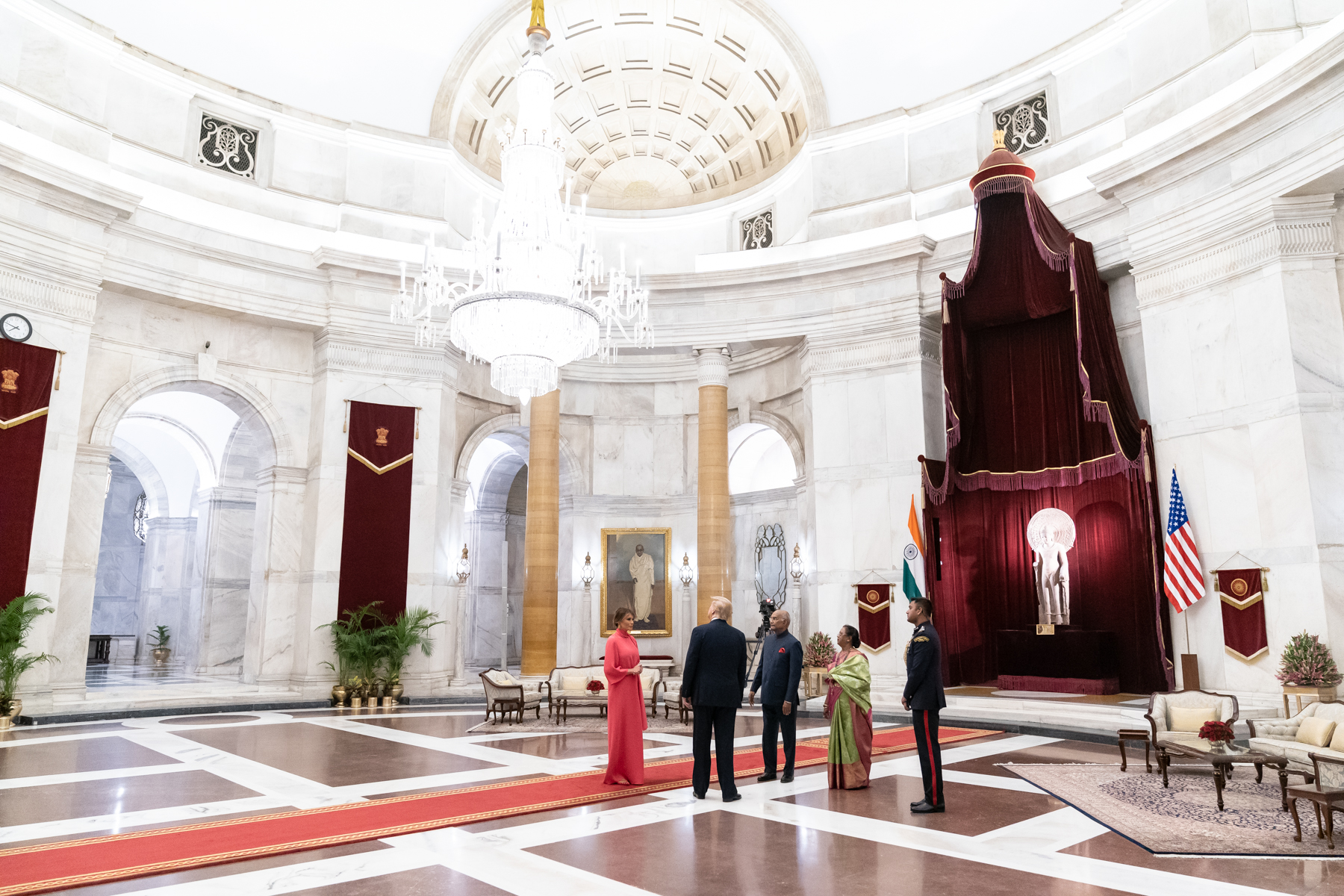
Le président américain Donald Trump et la première dame Melania Trump, au Dubar Hall en compagnie du président indien Ram Nath Kovind et de sa femme Savita. Le 25 février 2020.

Durbar Hall est situé directement sous le double-dôme du bâtiment principal. Connue sous le nom de la Throne Room (« salle du trône ») avant l'indépendance, elle avait deux trônes distincts pour le vice-roi et la vice-reine. Actuellement, une chaise haute unique pour le président est maintenue ici sous un lustre de 2 tonnes suspendu à une hauteur de 33 m par une corde de 23 m de long. Le sol de la salle est en marbre italien de couleur chocolat. Les colonnes de Durbar Hall sont réalisées dans l'ordre de Delhi qui combine des lignes verticales avec le motif d'une cloche. Les lignes verticales de la colonne étaient également utilisées dans la frise autour de la pièce, ce qui n'aurait pas pu être fait avec l'un des ordres de colonnes grecs traditionnels. Les colonnes sont en marbre de Jaisalmer jaune, avec une ligne épaisse le long du centre. On dit que la ligne ainsi dessinée sur le sol divise parfaitement la maison en deux parties égales. Il abrite une statue de Bouddha du Ve siècle de la période Gupta. Cette ancienne statue de Bouddha est dans une parfaite ligne droite avec le taureau du IIIe siècle av. J.-C. de la période Maurya, placé à l'extérieur, et l'India Gate (Porte des Indes) à la fin du Rajpath. La hauteur de Raisina Hills est telle que le sommet de l'India Gate se trouve au même niveau que les pieds de la statue du Bouddha placés dans la Durbar Hall. L'intérieur de cette pièce et presque toutes les pièces du palais sont nues, se reposant sur la pierre et les formes pour montrer l'austérité plutôt que la décoration complexe.
Durbar Hall a une capacité d'accueil de 500 personnes et c'est dans ce bâtiment que Jawahar Lal Nehru a prêté serment de Premier ministre de l'Inde indépendante à lord Mountbatten à 08h30 le 15 août 1947.

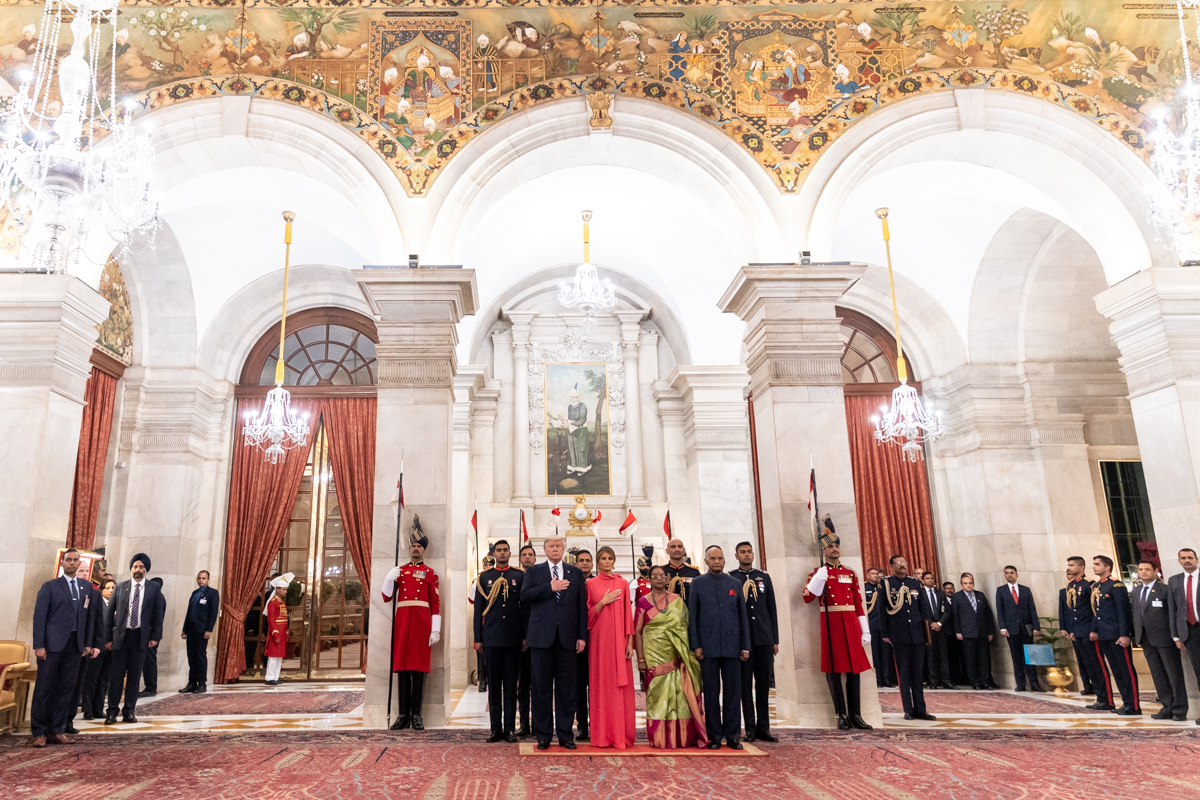
Le président américain Donald Trump et la première dame Melania Trump, au Ashoka Hall en compagnie du président indien Ram Nath Kovind et de sa femme Savita. Le 25 février 2020.

Ashoka Hall est une salle rectangulaire de 32 × 20 m et la plus belle de toutes les salles. Elle a été construite à l'origine comme une salle de bal avec des planchers en bois. La peinture persane sur son plafond, Fath-Ali Chah à la chasse (en), est une peinture à l'huile remarquable de style Qadjar, réalisée autour de 1810 par Mihr Ali. Elle représente une expédition de chasse royale dirigée par le roi Fateh Ali Shah de Perse (qadjare). L'œuvre est au centre d'une composition de fresques suivant entre autres le style de la miniature persane, et qui s'étend jusqu'aux hauts des murs. Celles-ci ont été réalisées par le peintre italien Tommaso Colonnello (en).
Les deux salons de réception, la salle du dîner d'État et la bibliothèque se trouvent aux quatre coins de la Durbar Hall. Il y a aussi d'autres pièces telles que de nombreuses loggias (galeries à ciel ouvert d'un côté) donnant sur les cours, une grande salle à manger avec une table extrêmement longue pouvant accueillir 104 personnes, des salons, des salles de billard et des escaliers.

### Dôme
Le dôme, au milieu, reflète les styles indiens et britanniques. Au centre se trouve un grand dôme de cuivre surmontant un tambour qui se détache du reste du bâtiment. Le dôme est exactement au milieu des diagonales entre les quatre coins du bâtiment. Le dôme est plus de deux fois la hauteur du bâtiment lui-même.
La hauteur du dôme a été augmentée par lord Hardinge dans le plan du bâtiment en 1913. Le dôme combine des styles classiques et indiens. Lutyens a déclaré que le design a évolué à partir de celui du Panthéon de Rome, alors qu'il est également possible qu'il a été modélisé en partie après le grand stūpa à Sanchi. Le dôme est soutenu par des colonnes régulièrement espacées qui forment un porche avec une zone ouverte entre. Dans la brume de chaleur estivale de New Delhi, cela donne l'impression que le dôme est à flot. Les ouvriers ont commencé à former la coque en béton armé du dôme extérieur au début de 1929. La dernière pierre du dôme a été posée le 6 avril 1929.

### Autres caractéristiques
Les caractéristiques de l'eau sont présentes dans tout le palais, comme près des escaliers du vice-roi, qui a huit statues de lion en marbre déversant l'eau dans six bassins. Ces lions étaient symboliques de l'héraldique de la Grande-Bretagne. Il y a aussi un espace ouvert dans une pièce au ciel, qui laisse entrer une grande partie de la lumière naturelle.

## Jardins moghols

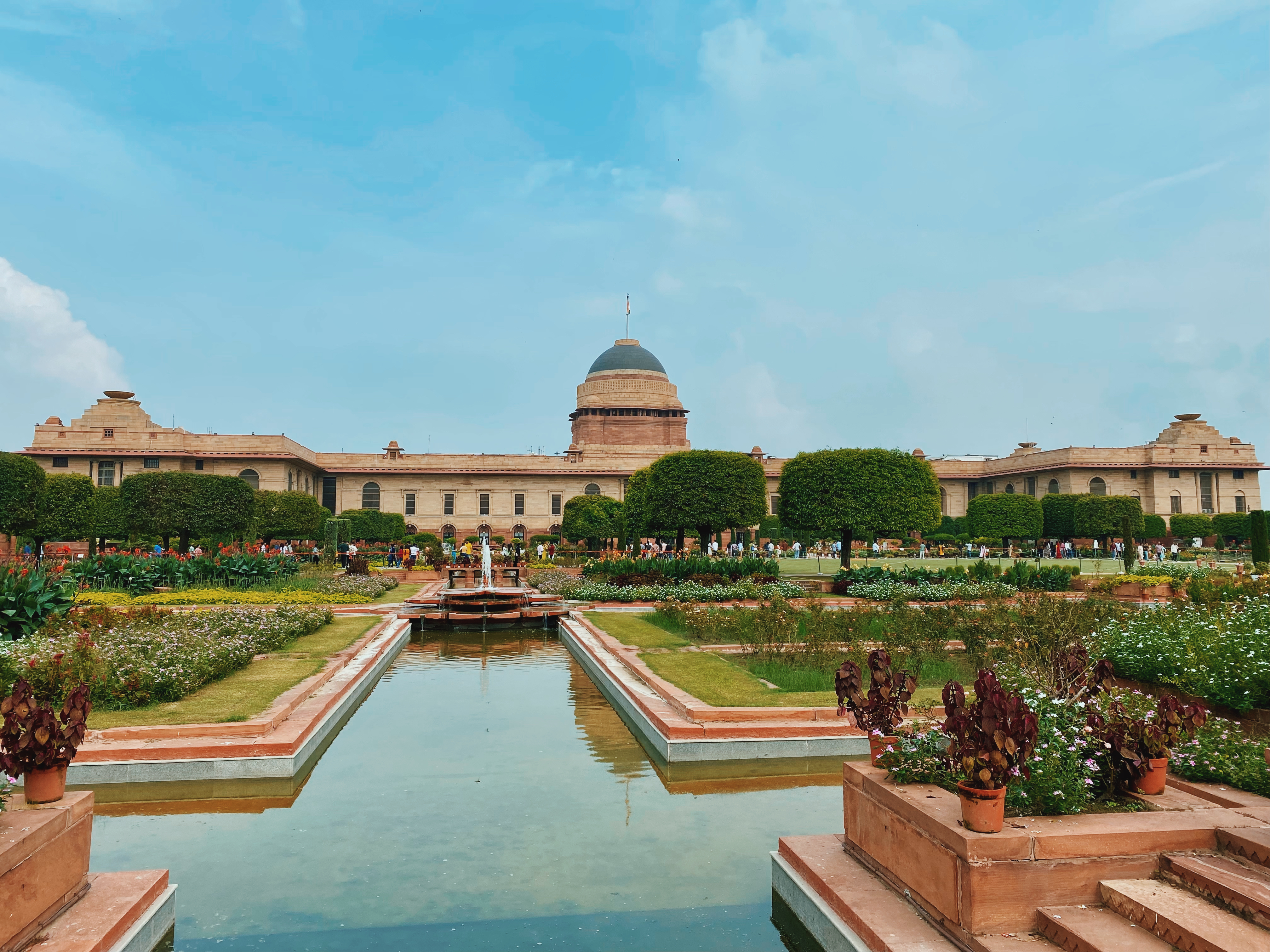
Vue sur les parterres du jardin principal, divisés par un réseau de canaux et de fontaines.

Les jardins moghols sont situés à l'arrière du Rashtrapati Bhavan, ils incorporent des styles d'aménagement paysager moghol et anglais et disposent d'une grande variété de fleurs. Les jardins de Rashtrapati Bhavan sont ouverts au public chaque année entre les mois de février et de mars.
Main Garden (Jardin principal) : Il s'agit de la partie des jardins réalisée dans le pur style moghol. Deux canaux allant du nord au sud et deux allant d'est en ouest divisent ce jardin en une grille de carrés, selon le modèle du chahar bagh. Il y a six fontaines en forme de lotus aux croisements de ces canaux. Tandis que les fontaines énergiques s'élevant jusqu'à une hauteur de 3,7 m créent un murmure apaisant qui enchante le visiteur, les canaux sont si tranquilles dans leur mouvement qu'ils semblent gelés. Dans les canaux à des moments appropriés de la journée peuvent être vus des reflets de l'imposant bâtiment et les fleurs fières. Des plateaux en bois sont placés sur des supports au centre des canaux où les oiseaux peuvent se nourrir.
Terrace Garden (Jardin en terrasse) : Il y a deux bandes longitudinales de jardin, à un niveau plus élevé de chaque côté du jardin principal, formant les limites nord et sud. Les plantes cultivées sont les mêmes que dans le jardin principal. Au centre des deux bandes est une fontaine, qui tombe vers l'intérieur, formant un puits. Sur les pointes occidentales se trouvent deux belvédères et sur les pointes orientales deux postes de sentinelle richement conçus.
Long Garden ou le « Purdha Garden » (Jardin de la gynécée) : situé à l'ouest du jardin principal, il s'étend de chaque côté du trottoir central qui mène au jardin circulaire. Enfermé dans des murs d'environ 3 m de haut, c'est principalement une roseraie. Il a 16 lits de roses en carrés enfermés dans des haies basses. Une pergola de grès rouge se trouve au centre sur le trottoir central qui est couvert de lianes roses, de Petrea, de Bougainvillea et de vigne. Les murs sont couverts de lianes comme le jasmin, le rhynocospermum, le tecoma grandiflora, le pyrostegia venusta, l'adenocalymma, l'echitice, le parana paniculata. Le long des murs sont plantés les orangers de Chine.
Autour du jardin circulaire il y a des pièces pour le bureau de l'horticulteur, une serre, des magasins, une crèche, etc. Ici se trouve la collection de Bonsaïs, l'une des meilleures du pays.
Tous les présidents qui ont séjourné à Rashtrapati Bhavan ont pris un vif intérêt pour l'entretien et la préservation des jardins moghols. Tous ont contribué à leur manière. Les thèmes sous-jacents sont toutefois restés inchangés.

### Udyanotsav
Les jardins moghols s'ouvrent pour le grand public en février-mars chaque année pendant Udyanotsav (उद्यान उत्सव, udyaan utsav, « fête du jardin »).

## Musée
En juillet 2014, un musée à l'intérieur de Rashtrapati Bhavan a été inauguré par l'ancien président de l'Inde, Pranab Mukherjee. Le musée aide les visiteurs à avoir une vue de l'intérieur de Rashtrapati Bhavan, son art, son architecture et à s'instruire sur la vie des anciens présidents.

## Restauration
Le premier projet de restauration à Rashtrapati Bhavan a été commencé en 1985 et a pris fin en 1989, au cours de laquelle l'Ashoka Hall a été dépouillé de ses ajouts ultérieurs et restauré à son état original par le restaurateur architectural Sunita Kohli. Le deuxième projet de restauration, commencé en 2010, impliquait Charles Correa et Sunita Kohli,,.